# Яо Бинь
Я́о Бинь (кит. трад. 姚濱, упр. 姚滨, пиньинь Yáo Bīn; род. 15 августа 1957, Харбин) — китайский фигурист и тренер. Внёс значительный вклад в развитие спорта, за что получил прозвище «Крёстный отец китайского фигурного катания». В 2018 году был включён в Зал славы мирового фигурного катания.
За более чем тридцатилетнюю тренерскую карьеру подготовил олимпийских чемпионов Шэнь Сюэ и Чжао Хунбо, призёров Олимпийских игр Пан Цин и Тун Цзяня, Чжан Дань и Чжан Хао.

## Биография

### Карьера фигуриста
Яо родился в Харбине 15 августа 1957 года в простой семье. Он не был знаком со спортом до того момента, как учитель физкультуры пригласил восьмилетнего Яо в только что открывшуюся секцию фигурного катания. Сперва тренировался как одиночник.
В 1979 году благодаря тренеру Ли Яомину Яо образовал пару с четырнадцатилетней Луань Бо. Вследствие цензуры они не имели доступа к иностранным видеоматериалам, из-за чего изучали элементы фигурного катания по фотографиям. Позже, для помощи в подготовке, им были предоставлены видеозаписи выступлений советских фигуристов.
На чемпионате мира 1980 года они стали первой китайской парой, выступившей на мировых первенствах. Яо и Луань заняли последнее пятнадцатое место, зрители и другие фигуристы с усмешкой отреагировали на выступление китайцев. На чемпионатах мира в 1981 и 1982 годах пара снова заняла последнее место.
К 1983 году Бинь и Луань начали использовать западные костюмы и музыку, повысили технический уровень программ, включив параллельные двойные прыжки и выброс тройной сальхов. Вследствие чего завоевали бронзу на Универсиаде в Болгарии. После Олимпийских игр 1984, на которых пара заняла последнее место, Яо завершил соревновательную карьеру.

### Тренерская карьера
После завершения карьеры фигуриста он начал работать тренером в Харбине. В 1986 году стал одним из специалистов, работавших с национальной сборной Китая. Через год окончил Харбинский педагогический университет. Обучался на факультете физической культуры. В то время в Китае не было ни методик тренировок, ни опыта. Как наставник, Яо Бинь уделял значительное значение тренировкам на льду. Это отличалось от стандартной методики в КНР, по которой большая часть подготовки проходила в спортзалах.
С 1988 года он вёл юную спортивную пару Се Маомао и Чжао Хунбо. Яо рекомендовал их в состав сборной страны, но получал отказы. Со временем партнёрша перестала соответствовать парному катанию. Бинь признавал Чжао перспективным фигуристом, и искал для него подходящую пару. В 1992 году отец Шэнь Сюэ попросил принять дочь в секцию. Увидев в девочке талант и старательность Яо поставил её в пару с Чжао Хунбо. Они добились побед на мировом уровне и по мнению Елены Вайцеховской «сумели совместить несовместимые на первый взгляд вещи: наиболее прогрессивные идеи покойного Станислава Жука (высоченные выбросы, колоссальная амплитуда) и единость и пластику Белоусовой и Протопопова».
Другими известными подопечными Яо являлись призёры Олимпийских игр Пан Цин и Тун Цзянь, Чжан Дань и Чжан Хао. До 2017 года являлся главным тренером китайской сборной. На этом посту его сменил ученик Чжао Хунбо. После завершения тренерской карьеры был назначен почётным консультантом Ассоциации фигурного катания Китая.
Яо самостоятельно придумывал костюмы для выступлений своих учеников и подбирал музыку для каждой программы. Его ученики завоевали пять олимпийских медалей (золото, два серебра и две бронзы), выиграли шесть чемпионатов мира, четырнадцать чемпионатов четырёх континентов и семь финалов Гран-при. Экспертами признаётся, что Яо практически в одиночку занимался развитием спорта в КНР, за это его называют «Крёстным отцом китайского фигурного катания». В 2018 году был включён в Зал славы мирового фигурного катания.

### Личная жизнь
Женат на конькобежке Цао Гуйфэн. Их сын Яо Юань — выпускник Пекинского университета авиации и космонавтики. В одном из интервью Яо Юань говорил, что «отец уделяет фигурному катанию 99,9% своего времени. Мама, бабушка, дед и я можем разделить оставшийся 0,1%. Он — тренер, уважающий и ценящий спортсменов, и отец, практически не участвовавший в воспитании сына».
Яо Бинь предпочитает классическую музыку, играет на фортепиано. Его любимыми композиторами являются Ференц Лист и Пётр Чайковский. Планировал открыть музыкальный бар.